# جورج ويلارد مارتن
جورج ويلارد مارتن (بالإنجليزية: George Willard Martin)‏ هو عالم نبات أمريكي، ولد في 27 أكتوبر 1886 في بروكلين في الولايات المتحدة، وتوفي في 11 سبتمبر 1971 في آيوا في الولايات المتحدة.